# Un été à La Goulette
Un'estate a La Goulette (Un été à La Goulette) è un film del 1996 diretto da Férid Boughedir, il film è entrato a far parte del 46º Festival Internazionale del Cinema di Berlino.
La storia, ambientata a La Goletta, piccola città portuale nei pressi di Tunisi, si svolge nel 1966, alla vigilia della Guerra dei sei giorni.

## Trama
Youssef è un musulmano che vive e lavora a La Goulette. I suoi migliori amici sono l'ebreo Jojo e il cattolico siciliano Giuseppe, che sono anche suoi vicini. Le loro figlie crescono insieme e condividono le loro prospettive di vita, ma il padrone di casa Hadj Beji ha gli occhi puntati su una delle figlie di Youssef.